# Hospital TotalCor
O Hospital TotalCor é um hospital privado situado na cidade de São Paulo, Brasil. Sua maior especialidade é a cardiologia e é reconhecido como um dos hospitais de excelência no Brasil.Foi inaugurado em 22 de setembro de 2006.
Faz parte dos seletos hospitais brasileiros acreditados pela Joint Commission International (JCI) , o mais importante órgão certificador de  qualidade das organizações de saúde no mundo.
O hospital é reconhecido também pela sua excelência tecnológica e pelo tratamento humanizado que oferece a seus clientes, disponibilizando serviços de hotelaria.

## Características
O Hospital TotalCor está preparado para o atendimento de exames, com equipamentos de última geração.[carece de fontes?]
A ala VIP do TotalCor reúne hotelaria hospitalar com serviços de luxo, atendimento humanizado e uma arquitetura moderna.